# Садовник (фильм, 2012)
«Садовник» (перс. باغبان‎) — документальный фильм иранского кинорежиссёра Мохсена Махмальбафа о вере Бахаи, вышедший на экраны в 2012 году.
Съёмки фильма проходили в Израиле; это был первый случай за долгие десятилетия, когда иранский режиссёр снимал в Израиле. Азиатская премьера ленты состоялась на Пусанском кинофестивале, европейская — на Роттердамском кинофестивале, американская — на Ванкуверском. Фильм демонстрировался также на множестве других кинофестивалях, получив несколько наград и номинаций.
Религиозная тематика фильма и факт посещения и съёмок в Израиле вызвали крайне негативную реакцию в Иране. Иранцам запрещено ездить в Израиль, таким образом Махмальбаф и его съёмочная команда будут автоматически приговорены к пяти годам лишения свободы, если когда-либо вернутся в Иран. По решению Департамента иранского кинематографа из всех иранских музейных архивов были удалены все фильмы Махмальбафа.

## Сюжет
Мохсен Махмальбаф вместе со своим сыном Мейсамом едут в Израиль снимать в садах Бахаи (Хайфа), чтобы узнать лучше и понять религию Бахаи. Мейсам, в отличие от отца, скептически относится к миролюбию бахаев и религии, как таковой. Мохсен остаётся в садах и продолжает там работать, а его сын отправляется снимать в Иерусалим, где посещает различные священные места трёх религий: Храмовую гору, Храм Вознесения на Елеонской горе.

## Герои фильма
- Мохсен Махмальбаф
- Мейсам Махмальбаф — сын Мохсена, снимающий вместе с ним Бахайские сады
- Паула Асади — бахаи, родом из Канады
- Ририва Эона Маби — бахаи, родом из Папуа — Новая Гвинея
- Гийом Ньягатаре — бахаи, родом из Руанды
- Тджирея Тжитендеро — бахаи, родом из Анголы
- Ян Хуан — бахаи, родом из США